# 단북면
단북면(丹北面)은 대한민국 경상북도 의성군의 면이다. 넓이는 23.94km2이고, 인구는 2012년 기준으로 2,110명이다.

## 연혁
- 단밀현(丹密縣)이라 칭해졌음.
- 1906년 비안군으로 이관.
- 1914년 본래의 단북면 전역(槽岩, 七星, 下連, 中連, 墨溪, 龍泉, 龍淵, 牛堤, 上連, 中連, 新基, 物興, 下堤)에 현동면(申山), 土司 孝子, 大堤, 新酒幕, 毛山)의 6개 동을 이관 받고 정서면(魯淵洞, 安溪一部)의 일부와 縣南面(용산)의 1개 동을 합하여 새로이 의성군 단북면으로 개편하고 7개동을 둠.
- 1995년 신하(新下) 3, 4리가 다인면으로 이관.

## 행정 구역
- 노연1리(노연), 노연2리(신용연), 노연3리(용연)
- 성암1리(칠성), 성암2리(주암)
- 신하1리(신산,신기), 신하2리(하제)
- 연제1리(상연,턱골), 연제2리(우제), 연제3리(일신,신주막)
- 이연1리(중년), 이연2리(이실), 이연3리(이계), 이연4리(묵계)
- 정안1리(오룡), 정안2리(하안), 정안3리(오정)
- 효제1리(효자리), 효제2리(대제)

## 교육
- 단북초등학교 (폐교) - 단북면 중련길 22-8 (이연리)
  - 효제분교 (폐교) - 단북면 효자길 49 (효제리)
- 삼성중학교 (노연리)